# Rytidosperma nudum
Rytidosperma nudum är en gräsart som först beskrevs av Joseph Dalton Hooker, och fick sitt nu gällande namn av Henry Eamonn Connor och Elizabeth Edgar. Rytidosperma nudum ingår i släktet kängurugräs (släktet), och familjen gräs. Inga underarter finns listade i Catalogue of Life.